# منارة طبرق
منارة طبرق المنارة مقامة على ساحل البحر المتوسط، تعمل بالطاقة الشمسية بالبطاريات تضيء عند الغروب وتتوقف عند الشروق، شٌيّدت من قبل الإيطاليين سنة 1912، وكانت طريقة العمل بها بدائية عن طريق أنابيب الغاز، وتعتبر منارة طبرق من أقدم المنارات في ليبيا وتعتبر معلما من معالم مدينة طبرق.